# مجموعه سنت‌شکن

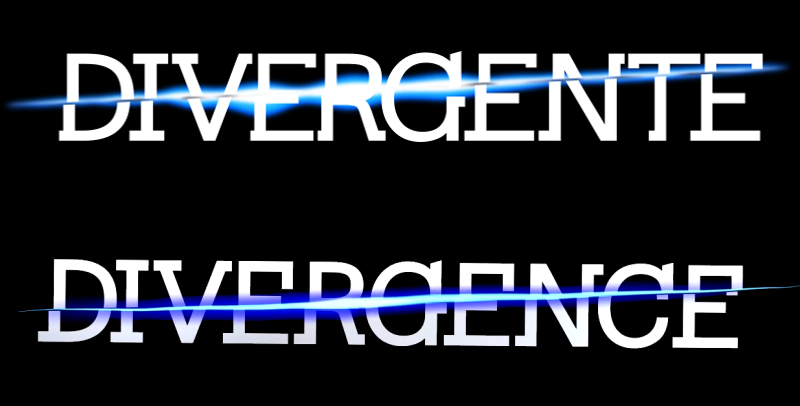
نام پرونده:Divergence logo.PNG توضیحات:Logo du film Divergence.

مجموعهٔ سنت‌شکن (انگلیسی: The Divergent Series)، سه‌گانهٔ فیلمی بلند بر پایهٔ رمان‌های سنت‌شکن نوشتهٔ نویسندهٔ آمریکایی، ورونیکا راث است. توزیع این فیلم‌های بر عهدهٔ سامیت انترتینمنت و لاینزگیت فیلمز است. این مجموعه شامل سه فیلم اکشن علمی-تخیلی است که در یک جامعهٔ پادآرمان‌شهر اتفاق می‌افتند: سنت‌شکن (۲۰۱۴)، شورشی (۲۰۱۵) و هم‌پیمان‌ (۲۰۱۶). این فیلم‌ها توسط لوسی فیشر، پویا شهبازیان و داگلاس ویک تهیه شده‌اند.
در این مجموعه به‌ترتیب شیلین وودلی و تئو جیمز در نقش شخصیت‌های اصلی بئاتریس پریور (تریس) و توبیاس ایتون (چهار) بازی می‌کنند. بازیگران مکمل عبارتند از انسل الگورت، زوئی کراویتز و مایلز تلر. کیت وینسلت در دو فیلم نخست نقش اصلی شخصیت شرور را ایفا کرد. اولین فیلم این مجموعه توسط نیل برگر کارگردانی شد، و فیلم دوم و سوم توسط روبرت شونتکه کارگردانی شد.
نخستین قسمت، سنت‌شکن (۲۰۱۴)، بیش از ۲۸۸ میلیون دلار در سراسر جهان، در حالی که قسمت دوم، شورشی (۲۰۱۵)، بیش از ۲۹۷ میلیون دلار در سراسر جهان فروش داشت. همچنین شورشی نخستین فیلم سنت‌شکن بود که در آی‌مکس سه‌بعدی اکران شد. قسمت سوم، هم‌پیمان (۲۰۱۶)، ۱۷۹ میلیون دلار فروش داشت. سه فیلم نخست این مجموعه بیش از ۷۶۵ میلیون دلار در سراسر جهان فروش داشته‌اند. این مجموعه با هر فیلم بعدی کاهش استقبال از سوی منتقدان را نیز تجربه کرده‌است.